# الحدائق (دبي)
الحدائق هو أحد أحياء الضواحي في منطقة جبل علي في دبي، الإمارات العربية المتحدة.

## تاريخ
تقع الحدائق في الجزء الشمالي الشرقي من منطقة قرية جبل علي، أنشئت قرية جبل علي الأصلية في عام 1977 لتوفير السكن لموظفي مقاولي البناء. وفي ذلك الوقت، خطط الشيخ راشد بن سعيد آل مكتوم لتطوير جبل علي إلى منطقة صناعية لها مطار خاص بها (الآن مطار آل مكتوم الدولي إلى الجنوب)، وميناء (الآن ميناء جبل علي)، وبلدة (الآن جبل علي)، وكانت المنطقة عبارة عن مدينة حدائق صغيرة على الطراز البريطاني ومشروع للسير ويليام هالكرو وشركاه.
وفي التطوير اللاحق الذي قامت به شركة نخيل العقارية، انتقل السكان الأوائل إلى عقارات في الحدائق خلال أغسطس 2001، بمساحة تتسع لـ 10.000 ساكن في أراضي ذات مناظر طبيعية.

## موقع
يخدم الموقع محطة مترو الحدائق، وهي محطة مترو دبي على فرع طريق 2020 من الخط الأحمر لمعرض إكسبو 2020.

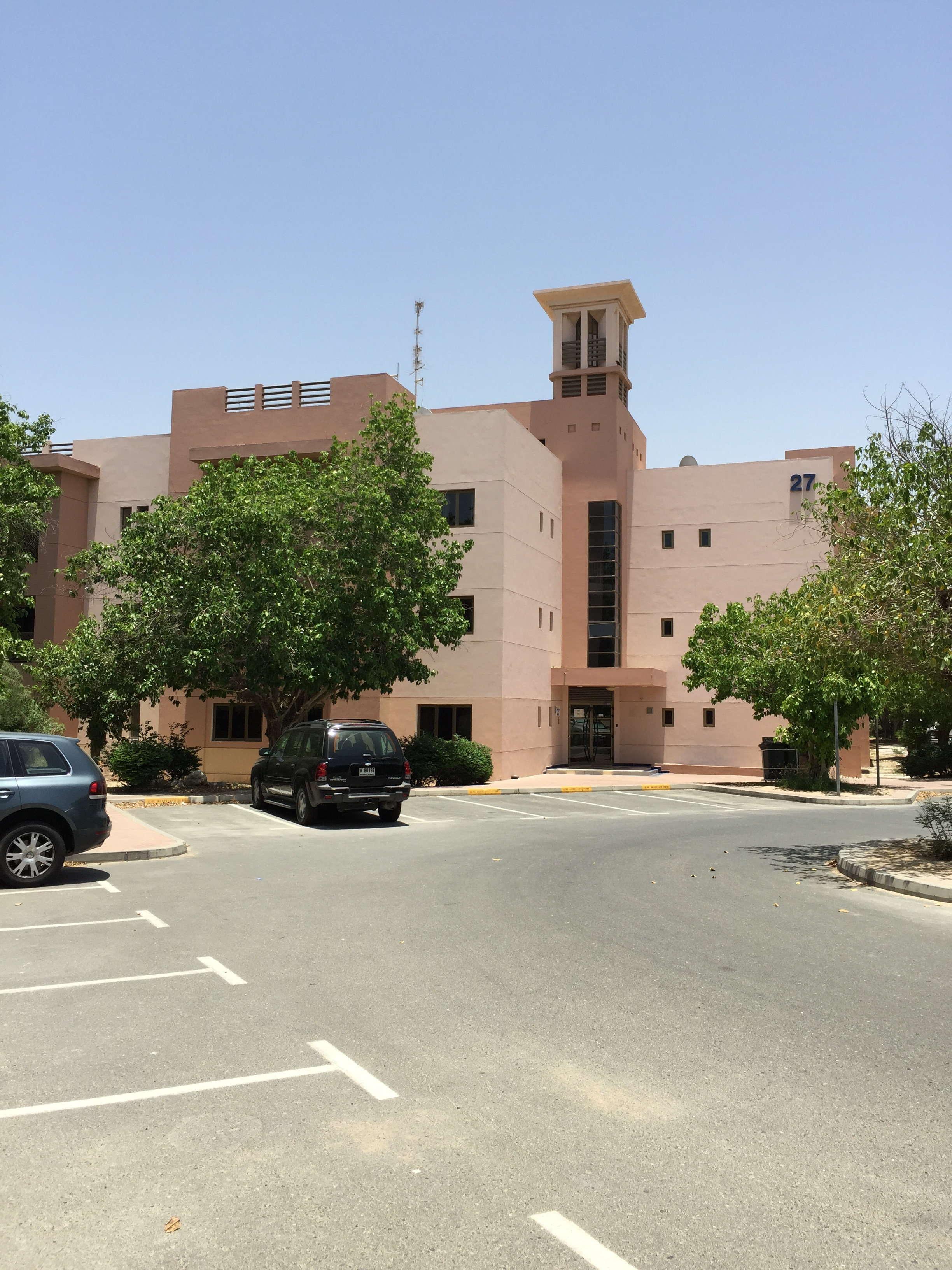
مبنى سكني في الحدائق

يوجد حوالي 286 منزلاً و129 مبنى سكني منخفض الارتفاع. تقع بين ديسكفري الحدائق إلى الشمال الشرقي، ومنطقة قرية جبل علي الرئيسية إلى الجنوب، وطريق الشيخ زايد إلى الشمال الغربي. ومول ابن بطوطة، هو مركز تسوق كبير يقع مباشرة إلى الشمال الغربي من الحديقة، وله محطة مترو خاصة به.

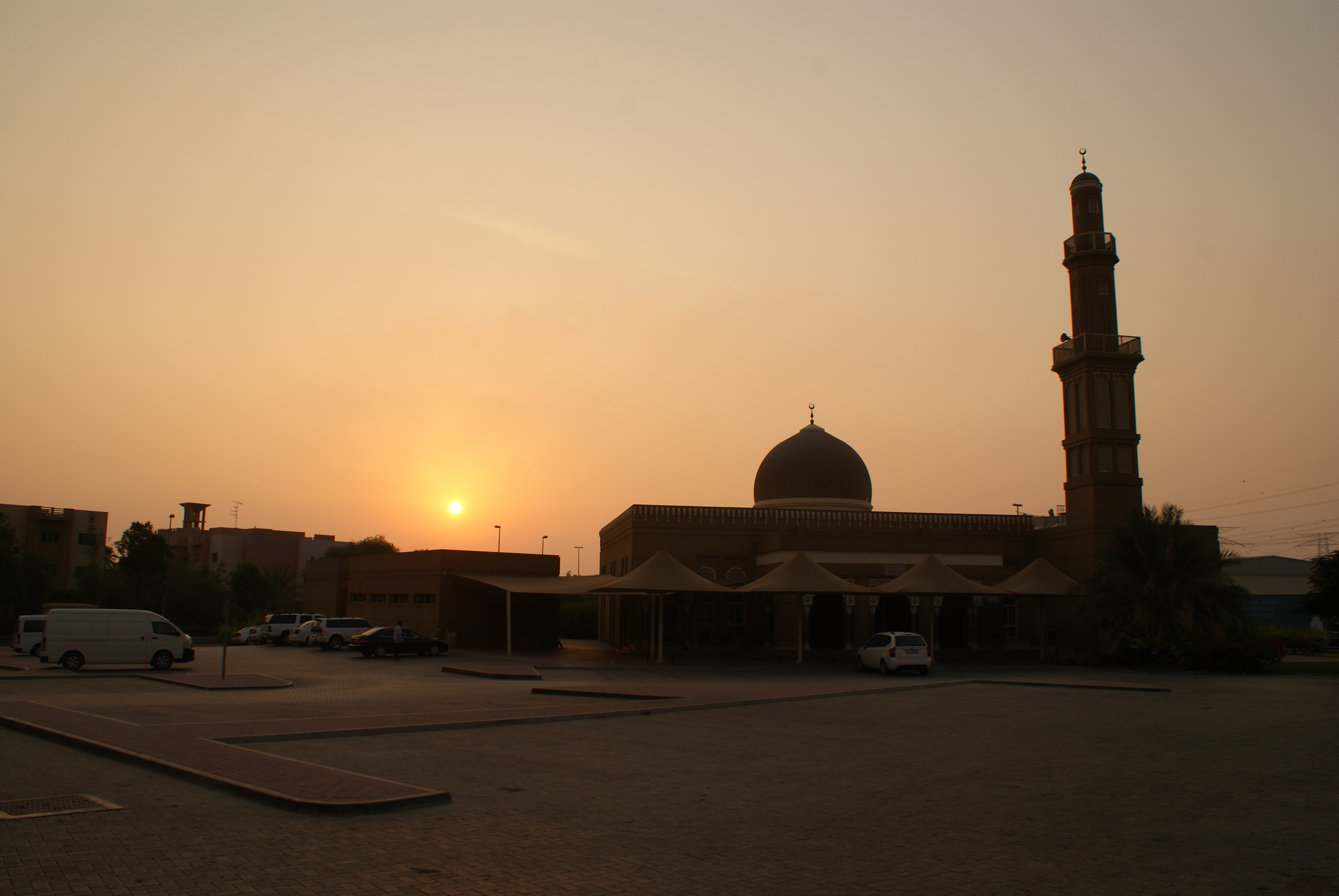
منظر لمسجد عمر بن عبد العزيز بالحدائق

وتقع مدرسة وينشستر وفرع دبي لمدرسة دلهي الخاصة على الجانب الجنوبي الغربي من الحي. ويوجد فيها ملعب للكريكت. ويقع مسجد عمر بن عبد العزيز على حافة الحدائق من الشمال.